# ID; Peace B
『ID; Peace B』（アイディーピースビー）は、韓国において発表されたBoAのデビューアルバムである。

## 概要
当時からH.O.T.や神話・FLY TO THE SKY・S.E.S.らの人気アーティストが多数所属する韓国随一の芸能事務所であったSMエンタテインメントが、BoAを11歳の頃より育成し満を持してデビューを企画、2000年8月26日に、デビューアルバムとして発売された。
全12曲を収録した他、巻末に豊富なボーナスデータが収録されており、公式サイトへの自動接続機能を有するなど、一般の音響機器による再生よりも、むしろパソコンによって再生ないし閲覧されることを意識して製作されている。
R&Bやダンスチューンを配したこのアルバムは、映画『シュリ』のカン・ジェギュ監督に撮影されたPVによってプロモーション展開され、各種チャートでのトップ10入りを果たした。
- 2000年9月13日 - 2001年12月31日にかけての韓国3大キー局の一角SBS（ソウル放送）の歌番組「생방송 인기가요 20（生放送 人気歌謡20）」におけるレギュラーVJへの起用
- 2000年11月24日に音楽情報専門チャンネル「m-net」の「2000 M.net Music Video Festival」 における「女性新人賞」受賞
- 2000年12月13日はKMTVの 「2000 KMTV 歌謡大典」における「今年の女性新人賞」受賞
- 2000年10月 - 2001年3月においては、多数のCMモデル契約を行った。
- 2000年12月10日の公式ファンクラブ「JumpingBoA」の第1期創立

などをもたらし、また翌2001年3月には海外進出志向の1.5集スペシャルアルバム「Jumping into the World」の早々のリリースを導いて、念願の海外進出を果たす原動力となった。

## 代表曲
タイトル曲である「ID; Peace B」が日本語版で製作され、日本におけるデビューシングルとなったほか、当アルバムに収録されている「먼 훗날 우리（モン フンナル ウリ） - Someday Somewhere」についても日本語版が製作され、「Amazing Kiss」のカップリング曲となって、日本におけるセカンドシングルとして発売されたが、韓国国内で話題となった「Sara」は、日本での活動においては取り上げられなかった。

## 収録曲
1. ID; Peace B
  - 作詞・作曲・編曲 ： ユ・ヨンジン유영진（ユ・ヨンジン）。

ID; Peace B は、曲中の主人公が「ピースB」と称するネットワークID。
2. Come To Me
  - 作詞・作曲・編曲 ： キム・ヒョンソク（김형석）

Come To Me は、「来てちょうだい」の意。
3. Heart-Off  (체념)
  - 作詞：キム・ジョンスク（김종숙）、作曲・編曲: パン・シヒョク（방시혁）。

「Heart-Off  (체념)」は、「失望  (諦め)」の意。
4. Sara (사라)
  - 作詞：パク・チョンラン（박정란）、作曲・編曲: クァン・ウォンソク（광원석）。

Sara (사라) はラララ…のような韻音詞。
5. I'm Sorry (비밀일기) (秘密日記)
作詞：신연아（シン・ヨナ）、作曲：이현정（イ・ヒョンジョン）、編曲：곽영준（クァン・ヨンジュン）。
6. No Way  (안돼, 난 안돼)  (アンドェ、ナンアンドェ)
作詞: ユ・ヨンジン유영진（ユ・ヨンジン）、作曲・編曲：방시혁（パン・シヒョク）。「No Way  (안돼, 난 안돼)」は、「あてもなく (ダメ、わたしはダメ)」の意。
7. Every Breath You Take (차마)  (チャマ) 
作詞：김남희（キム・ナミ）、作曲・編曲：홍석（ホン・ソク）。Every Breath You Take は、「あなたの息づかいのたびに…」の意。「차마（チャマ）」は「とても、到底（〜できない）」の意味を持つ副詞。
8. Whatever
作詞・作曲・編曲：서융근（ソ・ユングン）。Whatever は、「何にしても…」の意。
9. I'm Your Lady Tonight
作詞：조은희（チョ・ウニ）、作曲・編曲：김형석（キム・ヒョンソク）。I'm Your Lady Tonight は「今宵私はあなたの淑女」の意。
10. 어린 연인（オリン ヨニン） - Young Lovers
作詞：김종숙（キム・ジョンスク）、作曲・編曲：김형석（キム・ヒョンソク）。「어린 연인（原語読み：オリニョニン / オリン戀人） - Young Lovers」は、「幼い恋人 - 若い恋人」の意。
11. 이별준비（イビョルジュンビ） - Letting You Go
作詞：박진영（パク・ジニョン）、作曲：김형석（キム・ヒョンソク）。「이별준비 （原語読み：イビョルチュンビ / 離別準備） - Letting You Go」は、「別れの準備 - あなたを行かせる」の意。
12. 먼 훗날 우리（モン フンナル ウリ） - Someday Somewhere
作詞：김여진（キム・ヨジン）、作曲：이현정（イ・ヒョンジョン）、編曲：곽영준（クァン・ヨンジュン）。「먼 훗날 우리 （原語読み：モヌンナルリ） - Someday Somewhere」は、「遠い将来（後の日々）のわたしたち - いつかどこかで」の意。
13. BONUS DATA
1「Sara」 ミュージックビデオ
2 BoA プロフィール
3 BoA 写真集
4 BoA オリジナルホームページ&未公開動画集
自動接続機能が設定されている
5 BoA パズルゲーム 「소리샵 （ソリシャプ）」

## その他
- 当アルバムの発売日は2000年8月26日であるとする説と、一日早い2000年8月25日であるとする説の2説がある。
- 当アルバムは日本での成功の原動力となり、その日本での評判の噂が逆輸入され、相乗効果を生んで「“韓民族の優秀性”を示し、日本征伐に成功した」（韓国の3大新聞中央日報の見出）…2集『No.1』の50万枚超の大セールスを生み、その後の日韓両国における万全の地位を築くにいたった原点であるとされている。